# 161 av. J.-C.
Cette page concerne l'année 161 av. J.-C. du calendrier julien proleptique.

## Événements
- 8 mars (15 mars 593 du calendrier romain) : début à Rome du consulat de Marcus Valerius Messalla et Caius Fannius Strabo[1].
  - Loi Fannia, loi somptuaire réglementant le coût des banquets à Rome[1].
  - Sénatus-consulte décrétant l'expulsion de Rome des philosophes et des rhéteurs[2].
  - Rapport favorable au Sénat de Gracchus, Lucius Lentulus et Servilius Glaucia, envoyés en Syrie pour enquêter sur le nouveau régime institué par Démétrios Sôter. Menochares, envoyé à Rome, parvient à se concilier le sénat en offrant une couronne d'or et en livrant Leptines, l'assassin de Cnaeus Octavius[3].
- 8 mars (13 adar du calendrier hébraïque) : victoire de Judas Macchabée sur Nicanor, général de Démétrios 1er, à la bataille d'Adasa[4].
  - Une ambassade juive à Rome conclut un traité d’alliance. Les Romains écrivent à Démétrios Ier Sôter de cesser la guerre contre la Judée[5]. La lettre arrive trop tard. À la nouvelle de la défaite de Nicanor, Démétrios envoie Alkime avec une armée dirigée par Bacchidès, qui occupe Jérusalem et se met à la recherche de Judas Maccabée dans la région de « Béérzeth avec 20 000 fantassins et 2 000 cavaliers ». À l’approche de cette armée, de nombreux Juifs se dispersent. Judas se retrouve avec 800 hommes. Il refuse de fuir et sera tué dans un combat désespéré (avril-mai/160).
- 28 mars (4 avril du calendrier romain) : début des Megalesia à Rome. L'Eunuque, comédie de Térence, est représentée[1].

## Naissances
- Cléopâtre III.

## Décès
- 8 mars : Nicanor, général d'Antiochos IV puis de Démétrios 1er.